# The Seventh Day
Pour plus de détails, voir Fiche technique et Distribution.
The Seventh Day est un film muet américain réalisé par Henry King et sorti en 1922.

## Synopsis
Des problèmes de moteur obligent un yacht plein d'oisifs de la riche société de New York à se rendre au port d'un village de Nouvelle-Angleterre. À cette occasion, Reggie Van Zandt et sa fiancée Patricia Vane rencontrent John Alden et sa sœur Betty. À la recherche d'une diversion, Patricia accepte que John l'accompagne pendant les quatre jours suivants, et Reggie montre le même intérêt à l'égard de Betty. Patricia accepte l'invitation de John d'aller ensemble à l'église, mais ensuite elle a des remords et lui confesse qu'elle est fiancée à Reggie. Le cœur brisé, John se prépare à partir en mer mais, lorsqu'il apprend que sa sœur a été emmenée à bord du yacht par Reggie, il attaque le bateau et frappe Reggie. Reggie et Patricia réalisent leurs erreurs, Reggie reconnaît son amour pour Betty et Patricia sa réelle affection pour John.

## Fiche technique
- Titre original : The Seventh Day
- Réalisation : Henry King
- Scénario : Edmund Goulding
- Photographie : Henry Cronjager
- Montage : Duncan Mansfield
- Société de production : Inspiration Pictures
- Société de distribution : Associated First National Pictures
- Pays de production :  États-Unis
- Langue : anglais
- Format : Noir et blanc - 35 mm - 1,37:1 - Muet
- Genre : drame
- Durée : 60 minutes (6 bobines)
- Date de sortie :
  - États-Unis : 6 février 1922
- Licence : Domaine public

## Distribution
- Richard Barthelmess : John Alden Jr.
- Frank Losee : Oncle Jim
- Leslie Stowe : Oncle Ned
- Tammany Young : Donald Peabody
- George Stewart : Reggie Van Zandt
- Alfred Schmid : Monty Pell
- Grace Barton : Tante Abigail
- Anne Cornwall : Betty Alden
- Patterson Dial : Katinka
- Teddie Gerard : Billie Blair
- Louise Huff : Patricia Vane

## Autour du film
Le film fut tourné en partie dans l'État du Maine à New Harbor et à Pemaquid.